# DFB-Pokal 2014/15 (Frauen)
Der DFB-Pokal der Frauen wurde in der Saison 2014/15 zum 35. Mal ausgespielt. Titelverteidiger war der 1. FFC Frankfurt. Das Endspiel fand am 1. Mai 2015 im Kölner Rheinenergiestadion statt. Pokalsieger wurde der VfL Wolfsburg, der sich im Finale mit 3:0 gegen den 1. FFC Turbine Potsdam durchsetzte und zum zweiten Mal den DFB-Pokal gewann.

## Teilnehmende Mannschaften
Automatisch qualifiziert waren die Mannschaften der 1. und 2. Bundesliga der abgelaufenen Spielzeit. Dazu kamen die Aufsteiger in die 2. Bundesliga und die Sieger der 21 Landespokalwettbewerbe. Zweite Mannschaften sind grundsätzlich nicht teilnahmeberechtigt. Gewinnt eine zweite Mannschaft, deren 1. Mannschaft bereits für den DFB-Pokal qualifiziert ist, oder ein Aufsteiger in die 2. Bundesliga den Landespokal, so rückt der jeweils unterlegene Finalist in den DFB-Pokal nach.
| Bundesliga die 12 Vereine der Saison 2013/14 | 2. Bundesliga 19 der 24 Vereine der Saison 2013/14 1 | Regionalliga 4 der 5 Zweitliga-Aufsteiger der Regionalliga-Saison 2013/14 2 |
| BV Cloppenburg MSV Duisburg SGS Essen 1. FFC Frankfurt (TV) SC Freiburg TSG 1899 Hoffenheim FF USV Jena Bayer 04 Leverkusen FC Bayern München 1. FFC Turbine Potsdam VfL Sindelfingen VfL Wolfsburg                       | SC 13 Bad Neuenahr FC Viktoria 1889 Berlin VfL Bochum Werder Bremen TSV Crailsheim FSV Gütersloh 2009 Herforder SV Blau-Weiß Hohen Neuendorf 1. FC Köln FFV Leipzig 1. FC Lübars Magdeburger FFC SV Meppen 1. FFC 08 Niederkirchen 1. FC Saarbrücken SC Sand SV 67 Weinberg TuS Wörrstadt ETSV Würzburg | Alemannia Aachen 1. FC Union Berlin Holstein Kiel 1. FFC Montabaur 3 |
| Verbandspokale die Landespokalsieger der 21 Landesverbände des DFB | | |
| - Baden ASV Hagsfeld (IV) - Bayern 1. FC Nürnberg (III) - Berlin SV Blau Weiss Berlin (IV) 4 - Brandenburg Blau-Weiß Beelitz (IV) - Bremen ATS Buntentor (IV) - Hamburg Hamburger SV (III) - Hessen TSV Jahn Calden (III) | - Mecklenburg-Vorpommern FSV 02 Schwerin (IV) - Mittelrhein 1. FFC Bergisch Gladbach (V) 5 - Niederrhein GSV Moers (III) - Niedersachsen SV Union Meppen (IV) - Rheinland SG 99 Andernach (IV) 6 - Saarland 1. FC Riegelsberg (IV) - Sachsen FC Erzgebirge Aue (III)                                    | - Sachsen-Anhalt Hallescher FC (III) - Schleswig-Holstein SV Henstedt-Ulzburg (III) 7 - Südbaden Hegauer FV (III) - Südwest TSV Schott Mainz (III) - Thüringen 1. FFV Erfurt (III) - Westfalen Germania Hauenhorst (IV) - Württemberg SpVgg Rommelshausen (V) |
| Ligaebene in Klammern: III = Regionalliga • IV = 4. Liga • V = 5. Liga • VI = 6. Liga | | |

## Termine
Die Spielrunden wurden an den folgenden Terminen ausgetragen:
- 1. Runde: 23. August und 24. August 2014
- 2. Runde: 27. und 28. September 2014
- Achtelfinale: 1. und 2. November 2014
- Viertelfinale: 20. und 21. Dezember 2014
- Halbfinale: 4. April 2015
- Finale: 1. Mai 2015 in Köln

## 1. Runde
Gespielt wurde am 23. August und 24. August 2014. Die Auslosung erfolgte am 11. Juli auf der Jahrestagung der 2. Frauen-Bundesliga in Frankfurt am Main. Gezogen wurden die Lose von der ehemaligen Nationalspielerin Anouschka Bernhard. Die acht bestplatzierten Teams der Bundesligasaison 2013/14 haben ein Freilos für Runde 1 erhalten. Die Auslosung erfolgte getrennt in Nord- und eine Südgruppe.
|                                 | Ergebnis             |                              |
| ------------------------------- | -------------------- | ---------------------------- |
| SV Henstedt-Ulzburg (III)       | 3:4 (0:3)            | FFV Leipzig (II)             |
| TSV Schott Mainz (III)          | 7:1 (2:1)            | VfL Sindelfingen (II)        |
| GSV Moers (III)                 | 1:2 (1:0)            | Magdeburger FFC (II)         |
| Blau-Weiß Beelitz (III)         | 0:8 (0:3)            | FSV Gütersloh 2009 (II)      |
| SV Union Meppen (IV)            | 0:5 (0:3)            | 1. FC Lübars (II)            |
| FC Viktoria Berlin (III)        | 3:1 n. V. (0:0, 0:0) | SV Meppen (II)               |
| Hallescher FC (III)             | 0:5 (0:3)            | Werder Bremen (II)           |
| 1. FFV Erfurt (IV)              | 0:2 (0:2)            | 1. FC Köln (II)              |
| Hegauer FV (III)                | 3:1 (1:0)            | Alemannia Aachen (II)        |
| FC Erzgebirge Aue (III)         | 0:6 (0:1)            | TSG 1899 Hoffenheim (I)      |
| Germania Hauenhorst (IV)        | 1:0 (0:0)            | 1. FC Union Berlin (II)      |
| Blau-Weiß Hohen Neuendorf (III) | 0:5 (0:3)            | MSV Duisburg (I)             |
| FSV 02 Schwerin (IV)            | 0:6 (0:5)            | BV Cloppenburg (II)          |
| SV Blau Weiss Berlin (IV)       | 1:5 (0:1)            | Holstein Kiel (II)           |
| ATS Buntentor (IV)              | 0:13 (0:7)           | VfL Bochum (II)              |
| Hamburger SV (III)              | 2:5 (2:3)            | Herforder SV (I)             |
| SpVgg Rommelshausen (V)         | 0:3 (0:1)            | 1. FFC Montabaur (II)        |
| SG 99 Andernach (III)           | 3:2 n. V. (1:1, 0:0) | SV 67 Weinberg (II)          |
| TuS Wörrstadt (II)              | 0:5 (0:3)            | ETSV Würzburg (II)           |
| ASV Hagsfeld (IV)               | 1:4 (0:1)            | TSV Crailsheim (II)          |
| TSV Jahn Calden (III)           | 2:4 (1:1)            | 1. FC Saarbrücken (II)       |
| 1. FC Nürnberg (III)            | 0:9 (0:5)            | SC Sand (I)                  |
| 1. FFC Bergisch Gladbach (IV)   | 2:1 (1:0)            | 1. FC Riegelsberg (IV)       |
| SC 13 Bad Neuenahr (III)        | 0:5 (0:3)            | 1. FFC 08 Niederkirchen (II) |

## 2. Runde
Gespielt wurde am 27. und 28. September 2014. Die Auslosung erfolgte am 30. August 2014 in der Halbzeitpause des Eröffnungsspiel der Allianz Frauen-Bundesliga zwischen dem VfL Wolfsburg und dem SC Freiburg. Losfee war Conny Pohlers. Es wurde getrennt in Nord- und Südgruppe gelost, wobei alle Vereine die unterhalb der 2. Bundesliga spielen, gesetzt waren. Diese sind der FC Viktoria 1889 Berlin und der SV Germania Hauenhorst für die Nordgruppe, sowie der Hegauer FV, der TSV Schott Mainz, die SG 99 Andernach und der 1. FFC Bergisch Gladbach für die Südgruppe.
|                               | Ergebnis             |                            |
| ----------------------------- | -------------------- | -------------------------- |
| Germania Hauenhorst (IV)      | 0:8 (0:4)            | 1. FFC Turbine Potsdam (I) |
| FFV Leipzig (II)              | 2:3 n. V. (2:2, 1:1) | MSV Duisburg (I)           |
| Holstein Kiel (II)            | 1:5 (1:1)            | VfL Wolfsburg (I)          |
| FC Viktoria Berlin (III)      | 1:5 (0:1)            | Herforder SV (I)           |
| Hegauer FV (III)              | 0:6 (0:3)            | Bayer 04 Leverkusen (I)    |
| TSV Schott Mainz (III)        | 1:9 (1:5)            | FC Bayern München (I)      |
| Werder Bremen (II)            | 1:5 (0:2)            | SGS Essen (I)              |
| FSV Gütersloh 2009 (II)       | 9:1 (3:1)            | Magdeburger FFC (II)       |
| SC Sand (I)                   | 6:0 (5:0)            | ETSV Würzburg (II)         |
| SG 99 Andernach (III)         | 1:15 (0:8)           | 1. FFC Frankfurt (I)       |
| TSV Crailsheim (II)           | 2:0 (1:0)            | 1. FFC Montabaur (II)      |
| SC Freiburg (I)               | 2:0 (2:0)            | TSG 1899 Hoffenheim (I)    |
| 1. FC Saarbrücken (II)        | 1:3 (0:1)            | 1. FFC Niederkirchen (II)  |
| 1. FC Lübars (II)             | 0:1 (0:1)            | FF USV Jena (I)            |
| BV Cloppenburg (II)           | 3:1 n. V. (1:1, 1:0) | VfL Bochum (II)            |
| 1. FFC Bergisch Gladbach (IV) | 1:11 (0:4)           | 1. FC Köln (II)            |

## Achtelfinale
Es verbleiben fünf Zweitligisten und elf Erstligisten. Gespielt wird am 1. und 2. November 2014. Die Auslosung erfolgte am 13. Oktober 2014 im Rahmen der Sendung heimspiel! des hessischen Rundfunks. Losfee war Nia Künzer.
|                            | Ergebnis  |                         |
| -------------------------- | --------- | ----------------------- |
| 1. FFC Niederkirchen (II)  | 0:6 (0:3) | SC Freiburg (I)         |
| TSV Crailsheim (II)        | 0:3 (0:0) | 1. FC Köln (II)         |
| SC Sand (I)                | 2:0 (0:0) | MSV Duisburg (I)        |
| FF USV Jena (I)            | 0:1 (0:0) | FC Bayern München (I)   |
| SGS Essen (I)              | 0:1 (0:1) | FSV Gütersloh 2009 (II) |
| 1. FFC Turbine Potsdam (I) | 4:0 (2:0) | Herforder SV (I)        |
| Bayer 04 Leverkusen (I)    | 0:3 (0:3) | 1. FFC Frankfurt (I)    |
| VfL Wolfsburg (I)          | 8:0 (2:0) | BV Cloppenburg (II)     |

## Viertelfinale
Es verblieben zwei Zweitligisten und sechs Erstligisten. Gespielt wurde am 20. und 21. Dezember 2014. Die Auslosung erfolgte am 8. November 2014 im Rahmen des Bundesligaspiels zwischen Bayer 04 Leverkusen und dem 1. FFC Turbine Potsdam. Losfee war Silke Rottenberg.
|                      | Ergebnis             |                            |
| -------------------- | -------------------- | -------------------------- |
| VfL Wolfsburg (I)    | 2:1 n. V. (1:1, 0:0) | SC Sand (I)                |
| 1. FC Köln (II)      | 0:3 (0:0)            | 1. FFC Turbine Potsdam (I) |
| 1. FFC Frankfurt (I) | 3:1 (1:0)            | FC Bayern München (I)      |
| SC Freiburg (I)      | 7:3 n. V. (3:3, 0:3) | FSV Gütersloh 2009 (II)    |

## Halbfinale
Die Auslosung erfolgte im Rahmen des Hallenpokals am 17. Januar 2015. Losfee war Maren Meinert. Die Spiele wurden am 1. April 2015 ausgetragen.
|                      | Ergebnis             |                            |
| -------------------- | -------------------- | -------------------------- |
| 1. FFC Frankfurt (I) | 1:2 (0:1)            | 1. FFC Turbine Potsdam (I) |
| SC Freiburg (I)      | 2:4 n. V. (1:1, 0:0) | VfL Wolfsburg (I)          |

## Finale
Das Pokalfinale fand am 1. Mai 2015 statt und wurde im ersten Programm der ARD übertragen.
| Paarung                | 1. FFC Turbine Potsdam – VfL Wolfsburg |
| Ergebnis               | 0:3 (0:1) |
| Datum                  | 1. Mai 2015 um 17:15 Uhr |
| Stadion                | Köln (RheinEnergieStadion) |
| Zuschauer              | 19.204 |
| Schiedsrichterin       | Moiken Wolk (Worms) |
| Tore                   | 0:1 Martina Müller (13.) 0:2 Martina Müller (61., Foulelfmeter) 0:3 Alexandra Popp (71.) |
| 1. FFC Turbine Potsdam | Anna Felicitas Sarholz – Nina Frausing Pedersen (65. Viktoria Schwalm), Johanna Elsig, Inka Wesely – Jennifer Zietz, Tabea Kemme, Lia Wälti, Jennifer Cramer – Genoveva Añonma, Asano Nagasato (46. Nataša Andonova), Lidija Kuliš Cheftrainer: Bernd Schröder          |
| 'VfL Wolfsburg'        | Almuth Schult – Anna Blässe, Nilla Fischer, Babett Peter, Noëlle Maritz – Caroline Graham Hansen (73. Yūki Ōgimi), Lena Goeßling, Alexandra Popp, Vanessa Bernauer (84. Julia Šimić), Verena Faißt – Martina Müller (90.+1' Selina Wagner) Cheftrainer: Ralf Kellermann |
| Gelbe Karten           | Nina Frausing Pedersen, Jennifer Cramer – Alexandra Popp, Martina Müller |

## Beste Torschützinnen
Nachfolgend sind die besten Torschützen des DFB-Pokals 2014/15 aufgeführt. Die Sortierung erfolgt nach Anzahl ihrer Treffer bzw. bei gleicher Toranzahl alphabetisch.
| Rang | Spielerin          | Verein                 | Tore |
| ---- | ------------------ | ---------------------- | ---- |
| 1    | Pauline Bremer     | 1. FFC Turbine Potsdam | 8    |
| 2    | Anne van Bonn      | SC Sand                | 6    |
| 3    | Nina Ehegötz       | FSV Gütersloh 2009     | 5    |
|      | Kerstin Garefrekes | 1. FFC Frankfurt       | 5    |
|      | Marie Pollmann     | FSV Gütersloh 2009     | 5    |
| 6    | Shpresa Aradini    | FSV Gütersloh 2009     | 4    |
|      | Jovana Damnjanović | VfL Wolfsburg          | 4    |
|      | Dzsenifer Marozsán | 1. FFC Frankfurt       | 4    |
|      | Martina Müller     | VfL Wolfsburg          | 4    |
|      | Célia Šašić        | 1. FFC Frankfurt       | 4    |
|      | Rebekah Stott      | SC Sand                | 4    |
|      | Erika Szuh         | 1. FC Lübars           | 4    |
|      | Lucie Voňková      | MSV Duisburg           | 4    |